# سیارک ۱۲۷۵۱۶
سیارک ۱۲۷۵۱۶ (به انگلیسی: 127516 Oravetz، نامگذاری:2002TT307)۱۲۷۵۱۶مین سیارک کشف شده‌است که در ۰۴ اکتبر ۲۰۰۲ کشف شد.